# 미나토촌 (효고현 아타베군)
미나토촌(湊村)은 효고현 야타베군에 설치되었던 촌이다. 현재의 고베시 효고구 북단에 해당한다.

## 역사
- 1889년 4월 1일 - 정촌제 시행에 의해 야타베군 미나토촌이 성립하였다.
- 1896년 4월 1일 - 고베시에 편입해, 동일 미나토촌은 폐지되었다.

## 교통

### 철도
현재는 구촌 지역에 고베전철 아리마선 요코에쓰역이 있고 산요 신칸센이 지나가고 있지만, 당시에는 미개통 상태였다.

### 도로
현재 구촌 지역에 산로쿠바이패스 덴노우타니 나들목이 위치해 있지만, 당시에는 미개통 상태였다. 

## 참고문헌
- 角川日本地名大辞典 27 大阪府